# Belén (Venezuela)
Belén ist ein venezolanisches Dorf südlich vom Valenciasee, im Municipio Carlos Arvelo des Bundesstaates Carabobo. 

## Wirtschaft
Die Einwohner leben vor allem von der Landwirtschaft.